# باندالانگ، ویکتوریا
باندالانگ (به انگلیسی: Bundalong) یک شهرک در استرالیا است که در ویکتوریا (استرالیا) واقع شده‌است.

## جستارهای وابسته

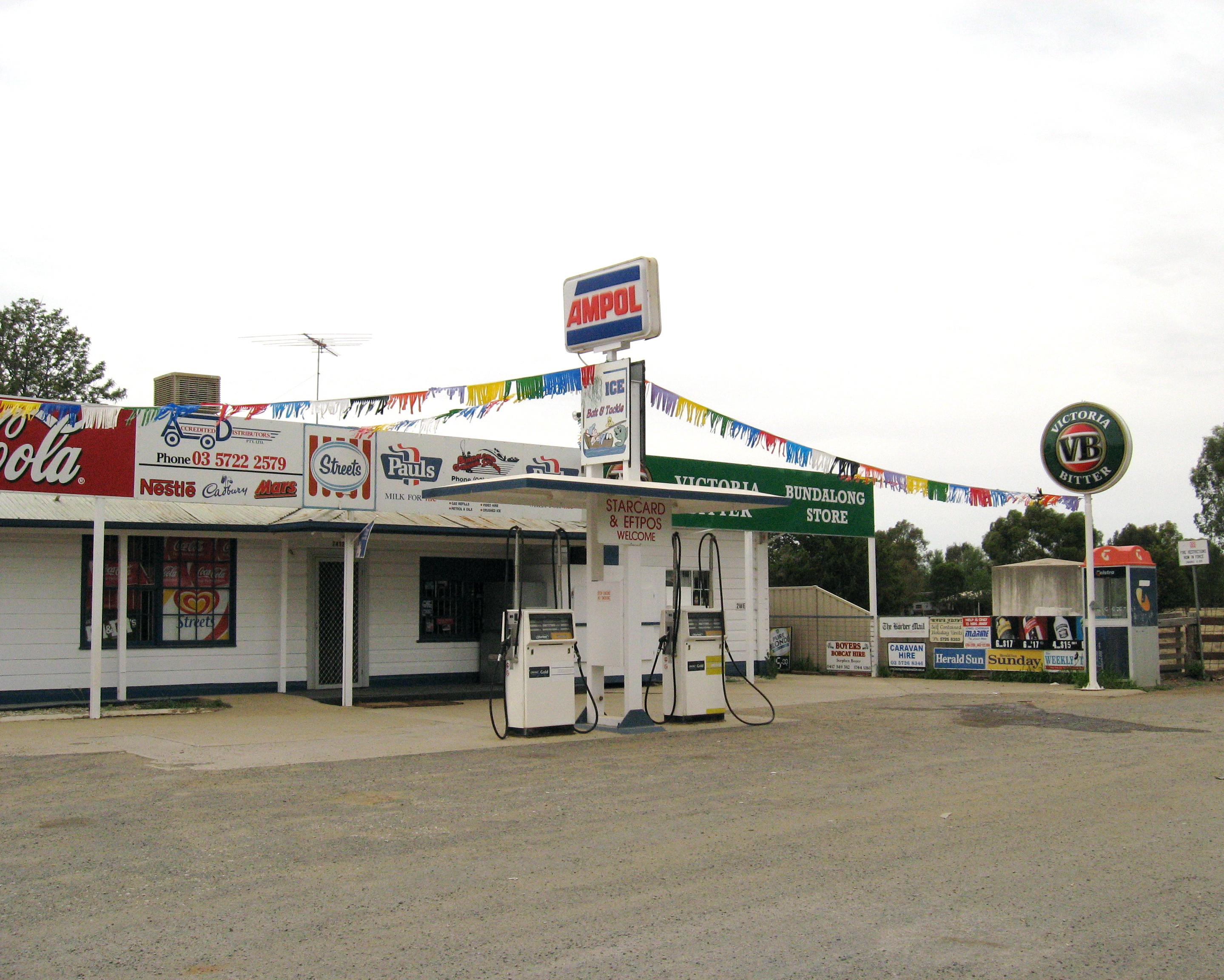
فروشگاه باندالانگ